# My Girlfriend Is an Agent
Pour plus de détails, voir Fiche technique et Distribution.
My Girlfriend Is an Agent (en hangul : 7급 공무원 ; RR : 7keup kongmuwon, connu aussi sous le nom de 7th Level Civil Servant ou de Mr. & Mrs. Lee) est un film sud-coréen réalisé par Shin Tae-ra, sorti en 2009.

## Synopsis
Ahn Soo-ji est une agente secrète possédant six ans d'expérience qui ne peut pas révéler sa carrière à son petit ami, Lee Jae-joon et se fait passer pour une hôtesse de l'air. Mais Lee Jae-joon ne supporte plus ses absences et ses mensonges incessants et finit par laisser un message sur son répondeur en lui expliquant qu'il veut rompre et qu'il quitte le pays pour étudier en Russie.  
Trois ans plus tard, Lee Jae-joon retourne en Corée du Sud après être devenu également un agent secret. Pour sa première mission, il se fait passer pour un expert-comptable international pour une affaire de la mafia russe qui implique des armes biochimiques.  Mais lors de son infiltration, il tombe sur son ex petite copine, Ahn Soo-ji et voit visiblement qu'elle est devenue femme de ménage. Maintenant que les anciens amants se sont à nouveau rencontrés, ils reprennent leur relation amoureuse, tout en essayant de garder leur véritable identité inconnue.
Ils vont d'ailleurs faire tout leur possible pour empêcher la mafia russe de s'approprier d'une arme de destruction massive… 

## Fiche technique
- Titre original : 7급 공무원, 7keup kongmuwon
- Titre international : My Girlfriend Is an Agent
- Réalisation : Shin Tae-ra
- Scénario : Chun Sung-il
- Costumes : Lim Song-hee
- Photographie : Choi Ju-young
- Montage : Mun In-dae
- Musique : Choi Seung-hyun
- Production : Cheon Seong-il, Kang Min-gyu, Lim Yeong-ho, David Cho
- Société de distribution : Lotte Entertainment
- Pays d'origine :  Corée du Sud
- Langue originale : coréen
- Format : Couleur - 2.35 : 1
- Dates de sortie :
  - Corée du Sud : 23 avril 2009
  - Hong Kong : 29 octobre 2009
  - Singapour : 5 novembre 2009
  - Thaïlande : 28 janvier 2010
  - Pays-Bas : 13 juillet 2010 (DVD)
  - Japon : 18 décembre 2010

## Distribution
- Kim Ha-neul : Ahn Soo-ji
- Kang Ji-hwan : Lee Jae-joon
- Jang Young-nam : Équipe Leader Hong
- Ryu Seung-Ryong : Won-seok
- Kang Shin-il : Docteur Noh
- Jang Nam-yeol : Chef du Département de Jo
- Kim Jeong-seok : Chef de la Section Oh
- Yoo Seung-mok : Officier Jang
- Kim Hyeong-jong : Sang-bong
- Kim Hyeong-beom : Se-gyun
- Park Seong-min
- Kim Seung-hun : Agent d'inspection

## Distinctions

### Récompenses
- Grand Bell Awards 2009 : Prix du meilleur acteur pour Kang Ji-hwan

### Nominations
- Blue Dragon Film Awards 2009 : Prix de la meilleure actrice pour Kim Ha-neul
- Blue Dragon Film Awards 2009 : Prix de la meilleure second rôle féminin pour Jang Young-nam